# San Lorenzo (Puerto Rico)
San Lorenzo és un municipi de Puerto Rico situat al sud-est de l'illa, també conegut amb els noms de Tierra de las Leyendas, el poble de Los Samaritanos i la Ciudad Samaritana. Confina al nord amb els municipis de Gurabo; a l'est amb Juncos i Las Piedras; a l'oest amb Caguas; i al sud amb Patillas i Yabucoa. Forma part de l'Àrea metropolitana de San Juan-Caguas-Guaynabo.
El municipi està dividit en 11 barris: San Lorenzo-pueblo, Cayaguas, Cerro Gordo, Espino, Florida, Hato, Jagual, Quebrada, Quebrada Arenas, Quebrada Honda i Quemados.